# 다테 쓰나무네

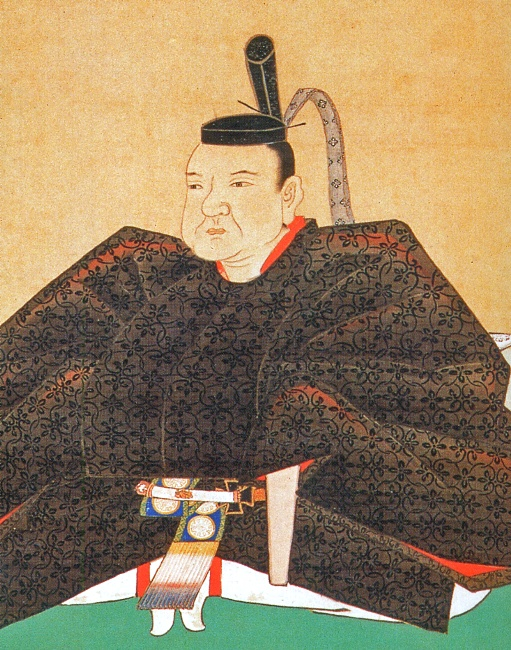
다테 쓰나무네

다테 쓰나무네(일본어: 伊達綱宗, 1640년 9월 23일 ~ 1711년 7월 19일)는 에도 시대의 다이묘로, 센다이번 제3대 번주이다. 다테씨 19대 당주. 아명은 미노스케(巳之介).
간에이 17년, 선대 번주 다테 다다무네의 여섯째 아들로 태어났다. 어머니 가이히메(貝姫)는 구시게 다카치카(櫛笥隆致, 오기마치산조 긴에正親町三条公兄의 손자)의 차녀이자 고사이 천황의 어머니 후지와라노 다카코(藤原隆子)의 동생이며, 쓰나무네와 고사이 천황은 종형제간이 된다. 후계자였던 형 미쓰무네가 사망하면서 적자 지위를 이었다. 만지 원년(1658년), 아버지 다다무네가 사망하자 그 뒤를 이어 번주 자리에 올랐다.
하지만 쓰나무네는 나이도 젊은데다가 암우하였고, 주색에 빠져 정무를 돌보지 않았다. 게다가 숙부인 이치노세키번주 다테 무네카쓰의 정치 간섭과 이로 인한 무네카쓰와 다테 가신단의 대립이 발생하는 등 문제들이 야기되면서, 결국 막부는 쓰나무네가 번주로서 부적격하다고 여겨 만지 3년(1660년)에 강제 은퇴 조치를 내렸다. 일설에는 쓰나무네가 천황의 종형제라는 이유로 막부로부터 경계 대상이 되면서 보신을 위해 어리석게 굴었다고도 한다. 쓰나무네가 은퇴한 뒤에는 겨우 2세인 맏아들 쓰나무라가 그 뒤를 이었고, 이것이 다테 소동으로 이어지는 계기가 되었다. 은퇴 후 쓰나무네는 풍류인으로 살아가며, 가노 단유에게 그림을 배우고, 도검 제작을 하는 등, 예술에 몰두하였다. 쇼토쿠 원년(1711년), 에도에서 사망하였다.
| 전임 다테 다다무네 | 제3대 센다이번 번주 1658년 ~ 1660년 | 후임 다테 쓰나무라 |